# Ставок (Ніжинський район)
Ставо́к —  село в Україні, у Носівській міській громаді Ніжинського району Чернігівської області. Орган місцевого самоврядування — Носівська міська рада. Населення становить 206 особи (01.01.2023).

## Географія
Селом протікає річка Носівочка, ліва притока Остра.